# リペツク
リペツク（ロシア語: Ли́пецк, ラテン文字転写: Lipetsk）は、ロシアの都市。リペツク州の州都である。人口は約49万人（2021年）。ヴォロネジ川沿いにあり、モスクワからは南東へ438 km。
リペツクの名は13世紀の年代記に初出する。「リンデンの町」を意味するリペツクという名前は、ライプツィヒやリエパーヤなどと語源を同じくする。1284年にはモンゴル帝国の軍に破壊された。
1703年、ピョートル大帝は砲弾を作るための鋳物工場を鉄鉱石の鉱床に近いリペツクに作るよう命じ、発展が始まった。1779年にはタンボフ県の主要な産業都市となり、以後ロシア帝国からソビエト連邦を経て今日まで、冶金・金属工業・機械工業・機械の部品やエンジン製造などで栄えてきた。リペツクでは大規模な冶金コンビナートや化学コンビナートが稼動しており、リペツク技術大学などの大学群や、戦闘機の試験などを行うリペツク空軍基地も所在する。
また1805年にはロシアでも最初期の温泉リゾートが開業し、ピート（泥炭）の泥湯で有名である。鉄を含む重炭酸カルシウムの温泉は様々な病気に効くとされる。

## 姉妹都市
- コトブス、ドイツ 1974年
- 鞍山市、中国 1992年
- ファブリアーノ、イタリア 2003年
- ヴィーンヌィツャ、ウクライナ 2004年